# Monasa
Monasa là một chi chim trong họ Bucconidae.